# 惣领
惣领（日语：／），也作总领，是日本古代的一个术语，指继承人、预计继承家督的人。在武士阶层中，惣领是指家族的指挥者或某一地区所有领地的管理者（即“屋形”或“栋梁”）。